# Organizer (beroep)
Een (professional) organizer is iemand die mensen begeleidt bij het scheppen van rust, structuur en ruimte. Een professional organizer adviseert bij het op orde brengen van bijvoorbeeld de woning, de administratie of de werkplek.
Dit beroep werd begin jaren 90 door Anne-Lies van Overbeek vanuit de Verenigde Staten in Nederland geïntroduceerd. Als eerste in de wereld creëerde zij een opleiding voor deze beroepsgroep. Ook was zij degene die twee beroepsverenigingen opzette: eerst de European Professional Organizers (EPO) en daarna de Nederlandse Professional Organizers (NPO). Beide zijn later samengegaan in de Nederlandse Beroepsvereniging van Professional Organizers (NBPO). Deze beroepsvereniging heeft inmiddels iets meer dan 300 leden.
Een professional organizer is in te huren in situaties waarin men last heeft van een heersende chaos of gebrek aan structuur, of bij gebrek aan tijd. Organizers werken zowel bij particulieren als bij bedrijven. Zo geven zij begeleiding bij het ordenen van de woon- of werkomgeving, de administratie en het huishouden, maar ook begeleiden zij verhuizingen of ondersteunen zij personen met een lichamelijke beperking of bijvoorbeeld chronische vermoeidheid, ADHD of dementie.